# Xã Alba, Quận Henry, Illinois
Xã Alba (tiếng Anh: Alba Township) là một xã thuộc quận Henry, tiểu bang Illinois, Hoa Kỳ. Năm 2010, dân số của xã này là 220 người.